# Gračac Slavetićki
Gračac Slavetićki je naseljeno mjesto u Republici Hrvatskoj u Zagrebačkoj županiji.

## Zemljopis
Administrativno je u sastavu Jastrebarskog. Naselje se proteže na površini od 1,87 km². 

## Stanovništvo
Prema popisu stanovništva iz 2001. godine Gračac Slavetićki ima 12 stanovnika koji žive u 5 kućanstava. Gustoća naseljenosti iznosi 6,42 st./km².
| broj stanovnika | 57    | 50    | 73    | 94    | 107   | 89    | 79    | 97    | 73    | 84    | 77    | 42    | 24    | 27    | 12    | 5     |       |
|                 | 1857. | 1869. | 1880. | 1890. | 1900. | 1910. | 1921. | 1931. | 1948. | 1953. | 1961. | 1971. | 1981. | 1991. | 2001. | 2011. | 2021. |